# رودزویل (ویرجینیا)
رودزویل (به انگلیسی: Rhoadesville) یک منطقهٔ مسکونی در ایالات متحده آمریکا است که در شهرستان اورنج، ویرجینیا واقع شده‌است. رودزویل ۱۵۲٫۱ متر بالاتر از سطح دریا واقع شده‌است.